# Alexander Ormiston Curle
Alexander Ormiston Curle, född 1866, död 1955, var en skotsk arkeolog och museiman. Han var direktör för National Museum of Antiquities i Edinburgh 1913–1919, och för Royal Scottish Museum 1916–1931.
Curle undersökte ett flertal gravar från vikingatid och har givit viktiga bidrag till fornnordisk historia i Skottland genom sina arkeologiska studier. Han grävde ut Jarlshof på Shetland på 1930-talet och blev därmed den förste som stötte på fornnordiska byggnadsrester i Skottland.